# Trio
För andra betydelser, se Trio (olika betydelser).
Trio, en samling om tre.
- en grupp av tre personer
- en  ensemble av tre artister
- ett musikstycke för tre musiker[1]
- mellandelen i en (tredelad) menuett eller i en marsch[2]

## Kända musiktrior
- Kingston Trio
- Peter, Paul & Mary
- The Police
- Rebell
- Rush
- G-Unit
- Green Day
- ZZ Top
- Motörhead
- Blink-182
- Esbjörn Svensson Trio

## Grupper som kallar sig trio trots annat antal musiker
Grupper som kallar sig trio eller motsvarande trots att de består av ett annat antal musiker.
- Lars Vegas trio (fem personer)
- Triple & Touch (från början en kvartett, numera en duo)
- Trio me' Bumba (fyra personer; Bumba var den fjärde men namnet kan lika gärna antyda att han ingår i själva trion)